# Ether Shepley
Ether Shepley, född 2 november 1789 i Groton, Massachusetts, död 15 januari 1877 i Portland, Maine, var en amerikansk jurist och politiker. Han representerade delstaten Maine i USA:s senat 1833–1836.
Shepley utexaminerades 1811 från Dartmouth College. Han studerade sedan juridik och inledde 1814 sin karriär som advokat i Saco. Han tjänstgjorde som federal åklagare 1821–1833. Han var först medlem i demokrat-republikanerna och sedan i Demokratiska partiet.
Shepley efterträdde 1833 John Holmes som senator för Maine. Han avgick 1836 och efterträddes av Judah Dana. Shepley tillträdde sedan som domare i Maines högsta domstol. Han var domstolens chefsdomare 1848–1855.
Shepley avled 1877 och gravsattes på Evergreen Cemetery i Portland.